# Priocnemis minuta
Priocnemis minuta ist ein Hautflügler aus der Familie der Wegwespen (Pompilidae).

## Merkmale
Die Tiere erreichen eine Körperlänge von 4 bis 6,5 Millimetern (Weibchen) bzw. 2,5 bis 5 Millimetern (Männchen). Die Weibchen dieser Art können anhand ihres rotbraunen Thorax gut von den anderen Arten der Gattung Priocnemis auseinandergehalten werden.

## Vorkommen
Die Art kommt in Süd- und Mitteleuropa und östlich bis nach Zentralasien vor. Sie besiedelt trockene und temperaturbegünstigte Hänge mit lockerem Baumbewuchs. Die Tiere fliegen in zwei Generationen von Anfang Juni bis Ende September. Die Art ist in Mitteleuropa selten.

## Lebensweise
Weibchen von Priocnemis minuta legen ihr Nest in vorher inspizierten Hohlräumen an, in die eine Spinne als Larvennahrung eingebracht wird. Die Imagines fliegen nur sehr selten Blüten an. 